# Baizhang Huaihai

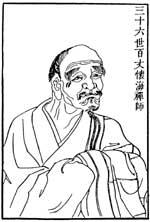
Baizhang Huaihai

Baizhang Huaihai (chinesisch 百丈懷海, Pinyin Bǎizhàng Huáihái, W.-G. Pai-chang Huai-hai; japanisch Hyakujō Ekai, * 720; † 814) war ein chinesischer Zen-Meister (Chan) zur Zeit der Tang-Dynastie. Er stand in der Dharma-Tradition von Mazu Daoyi. Zu seinen Schülern gehörten Huangbo Xiyun, Linji Yixuan und Zhenzhou Puhua.

## Mönchsregel
Die Tradition schreibt Baizhang die Einführung von Regeln für chinesische Zen-Mönche zu, die Reinen Regeln von Baizhang (chinesisch 百丈清規, Pinyin Bǎizhàng qīngguī, W.-G. Pai-chang ch'ing-kuei,koreanisch 백장청규). Die Regel bestand aus einer Abwandlung des Vinayapitaka und wurde zuerst im Kloster Ta-chih shou-sheng ch'an-ssu (Dazhi Shousheng Chan-si; Jp. Daichijusho-zenji) angewendet, welches Baizhang gegründet hatte. Leider ist kein Text überliefert. Die Innovation bestand vor allem in einer Meditationshalle, die später typisch für die Schule des Chán werden sollte:
„Während den Zeiten der asketischen Praxis schliefen die Mönche auf derselben Strohmatte, auf der sie auch zur Meditation saßen und auf der sie, nach einem genau festgelegten Ritual, ihre Mahlzeiten einnahmen. Sowohl diese Praxis, die Pai-chang formulierte, als auch die Architektur des Klosters wurden das Modell für spätere Zen-Klöster.“
Nach anderen Ansichten wurden die Regeln viel später entwickelt. So schätzen es unter anderen Taixu und Hsu Yun ein.
Da die Zen-Mönche Ackerbau betrieben, konnten sie die Große Buddhistenverfolgung unter Tang Wuzong leichter überstehen als andere Schulen, die stärker auf Almosen angewiesen waren. Die Regeln werden auch heute noch in vielen Zen-Klöstern angewendet. Zu ihrem Bestand gehört unter anderem das berühmte Wort „Ein Tag ohne Arbeit ist ein Tag ohne Essen.“ (一日不做一日不食).

## Lehren
Baizhangs Lehren und Aussprüche wurden von Thomas Cleary übersetzt in Sayings and Doings of Pai-Chang.
Man schreibt Baizhang auch das Gong an Wilder Fuchs zu.